# カラ・バルガスン遺跡
カラ・バルガスン遺跡（Qara Balγasun）は、8世紀のウイグル可汗国（回鶻）時代に建設されたオルド・バリク城址を中心とする遺跡群。カラ・バルガスン（ハル・バルガス、ハラ・バルガスン）とはモンゴル語で「黒き都市、廃墟の都市」を意味する。位置は北緯47度24-26分・東経102度38-39分、モンゴル国のオルホン川西岸にある。

## オルド・バリク城址
ウイグル可汗国の牟羽可汗（ブグ・カガン、在位：759年 - 779年）が建設した都城。オルド・バリク（Ordu-Baliq）とは古代テュルク語で「可汗庭（本営、本拠地）の都城」を意味する。中国史料では回鶻単于城、卜古罕（ブグハン）城、窩魯朶（オルダ）城などと表記される。
13世紀の歴史家アラー・ウッディーン・ジュヴァイニーは『世界征服者の歴史』において「オルコン河畔に都市と宮殿の遺址があり、往時これをオルド・バリク（宮殿の都市）と呼び、今はマウ・バリク（悪い不幸な都市）と呼んでいる。」とあるように、13世紀ではすでに廃墟となっていた。

## カラ・バルガスン碑文
ウイグル可汗国の保義可汗（在位：808年 - 821年）の時代、オルド・バリクの南に保義可汗を称えるために建てられた碑文で、ウイグル語、ソグド語、漢語の3ヶ国語で記述された。初代の懐仁可汗から第7代の懐信可汗までの歴史を収録し、マニ教の導入と保護に詳しく記されているので、ウイグル可汗国の公式歴史文献であり、第1級史料といえる。

## 参考資料
- 『旧唐書』（列伝第一百四十五 迴紇）
- 『新唐書』（列伝第一百四十二上 回鶻上、列伝第一百四十二下 回鶻下）
- コンスタンティン・ムラジャ・ドーソン（訳注：佐口透）『モンゴル帝国史1』（平凡社、1976年）
- 小松久男『中央ユーラシア史』（山川出版社、2005年、ISBN 463441340X）
- 森安孝夫『興亡の世界史05 シルクロードと唐帝国』（講談社、2007年、ISBN 9784062807050）